# Sidydrassus rogue
Sidydrassus rogue är en spindelart som beskrevs av Tatiana Konstantinovna Tuneva 2005. Sidydrassus rogue ingår i släktet Sidydrassus och familjen plattbuksspindlar.
Artens utbredningsområde är Kazakstan. Inga underarter finns listade i Catalogue of Life.